# Anselmo de Almeida Machado
Anselmo de Almeida Machado (Leopoldina, Minas Gerais, Brasil; 18 de agosto de 1980) es un futbolista brasileño. Juega de defensa central.

## Clubes
| Club                    | País                | Año                 | Partidos | Goles |
| ----------------------- | ------------------- | ------------------- | -------- | ----- |
| EC Democrata            | Brasil              | 2004                | ?        | ?     |
| Juventud de Las Piedras | Uruguay             | 2005 - 2008         | 98       | 6     |
| Deportivo Pereira       | Colombia            | 2008 - 2009         | 80       | 4     |
| Independiente Medellín  | Colombia            | 2010                | 46       | 3     |
| Junior                  | Colombia            | 2011 - 2012         | 59       | 5     |
| Deportivo Pereira       | Colombia            | 2013                | 18       | 2     |
| Total en su carrera     | Total en su carrera | Total en su carrera | +300     | +20   |

## Estadísticas
| Deportivo Pereira · Colombia |            |    |   |    |   |   |   |    |   |
| 1.ª | 2008       | 24 | 1 | 6  | 0 | — | — | 30 | 1 |
| 1.ª | 2009       | 40 | 1 | 10 | 0 | — | — | 50 | 1 |
| 2.ª | 2013       | 14 | 1 | 4  | 1 | — | — | 18 | 2 |
| Total club | Total club | 78 | 3 | 20 | 1 | 0 | 0 | 98 | 4 |
| (1) Incluye datos de la Copa Colombia y serie de promoción. (2) Incluye datos de Copa Libertadores. (3) No incluye goles en partidos amistosos. |            |    |   |    |   |   |   |    |   |

## Palmarés

### Campeonatos nacionales
| Título              | Club   | País     | Año  |
| ------------------- | ------ | -------- | ---- |
| Torneo Finalización | Junior | Colombia | 2011 |